# بایت بیوتی
بایت بیوتی (انگلیسی: BITE Beauty) یک شرکت لوازم آرایشی کانادایی است که تخصص آن در محصولات لب است. این نام تجاری توسط سوزان لانگمیر در سال ۲۰۱۱ تأسیس و در سال ۲۰۱۲ عرضه شد. این شرکت در سال ۲۰۱۴ توسط کندو خریداری شد. فروش این نام تجاری منحصراً در سفورا انجام می‌شود.